# Google AdSense
Google AdSense è un servizio di banner pubblicitari offerto da Google.
Google AdSense è un circuito pubblicitario che mette in comunicazione gli inserzionisti e i publisher.
Con AdSense è possibile pubblicare annunci pubblicitari sul proprio sito web, guadagnando in base al numero di esposizioni dell'annuncio pubblicitario (impression) o click sugli annunci. I contenuti pubblicitari sono di soggetti terzi rispetto al proprietario del sito web (publisher) che li ospita sulle proprie pagine.
Il servizio è collegato con Google Ads, ed è in grado di gestire gli annunci degli inserzionisti adattandoli al contenuto della pagina web in base alla pertinenza.
La registrazione al servizio AdSense è gratuita e necessita di un account Google. Entro 48 ore viene confermata o respinta la richiesta di affiliazione al programma. In caso di esito positivo è possibile utilizzare immediatamente il servizio, accedendo alla sezione AdSense del proprio account personale.
Il servizio consente di selezionare il tipo di annunci da pubblicare sul proprio sito (scegliendo tra annunci, referral, motori di ricerca personalizzati e annunci per cellulari). È anche possibile personalizzare il banner scegliendone forma, dimensione e colori, così da poterli adattare al meglio alla pagina. È possibile anche indicare il tipo di creatività: testuale, visuale o entrambe. Con visuale si intende pubblicazione di un annuncio in formato gif\jpeg\flash.
AdSense offre un servizio di statistiche che segnala il numero di impression e click, i ricavi giornalieri e totali.
Il rapporto tra click sui banner/annunci e le "impression" degli annunci è espresso in percentuale ed è chiamato CTR della pagina (Click Through Rate). In base al CTR, AdSense calcola l'RPM della pagina ovvero l'efficacia degli annunci (costo per mille impression), ossia il ricavo che l'utente ottiene ogni 1000 visite della pagina. Google AdSense banna irreversibilmente qualsiasi account che presenti un CTR alto.
Ogni mese, al raggiungimento della soglia minima di 70 euro (100 dollari), oppure la soglia che preferisce l'utente, Google invia il pagamento al publisher.
Per i siti con milioni di pageview al mese, Google AdSense riserva un trattamento speciale con possibilità di personalizzare alcune funzionalità e con l'assegnazione di un responsabile che consiglierà il publisher su come ottenere maggior rendimento dai propri spazi pubblicitari. Oltre ai responsabili interni, Google ha certificato dei partner in grado di ottimizzare la resa degli spazi pubblicitari degli editori.

## Demonetizzazione
Ci sono casi in cui Google revochi la possibilità di affiliazione e monetizzazione attraverso AdSense inizialmente approvata, ad esempio nel caso di pubblicazione di notizie false. Altri motivi per cui la monetizzazione non viene approvata o viene revocata sono:
- nudità
- pornografia
- violenza e incitamento all'odio
- promozione di prodotti di natura bellica come ad esempio armi
- promozione di tabacco, droghe e bevande alcoliche
- gioco d'azzardo e scommesse
- farmaci e integratori con obbligo di prescrizione medica oppure non approvati dalla medicina
- tentativi di monetizzazione di video altrui senza averne il diritto d'autore o che a loro volta violano gli standard della community di Google
- truffe e comportamenti fraudolenti
- promozione di software dannosi
- spamming
- molestie di strada e cyberbullismo

Nel 2022, in occasione dello scoppio della guerra in Ucraina, Google ha fatto pervenire agli iscritti il messaggio: "Gentile publisher, a causa della guerra in Ucraina, metteremo in pausa la monetizzazione dei contenuti finalizzati a sfruttare, ignorare o giustificare la guerra".